# Štěstí je krásná věc
Štěstí je krásná věc je česká filmová komedie z roku 2020 režiséra Jiřího Diarmaida Nováka. Snímek měl původně natočit český režisér Tomáš Svoboda. Ten ale utrpěl úraz při jízdě na motorce, a tak po několika dní natáčení režii převzal právě Novák.

## Děj
Čenda s Janou to nemají v životě lehké. Především Čenda je silně zadlužený. Život páru změní tiket do loterie, který předtím požehnal sám farář. Partneři následně vyhrají obrovskou sumu 176 milionů korun. Jejich životy se rapidně změní ze dne na den. Ani jeden z nich ale není velký génius, a tak se kolem nich začnou motat falešní přátelé, kteří mají na jejich peníze zálusk.

## Obsazení
- Petra Hřebíčková jako Jana
- Karel Zima jako Čenda
- Jan Dolanský jako bratr
- Marek Taclík jako Luděk
- Ondřej Pavelka jako otec
- Tomáš Jeřábek jako otec Lubomír
- Jiří Ployhar jako Jarda
- Zdeněk Godla jako Patrik
- Eva Leinweberová jako Vlasta
- Markéta Hrubešová jako Sandra
- Petr Vaněk jako geolog Tesařík
- Leoš Noha jako Šimáček
- Marek Adamczyk jako květinář
- Jaroslava Pokorná jako Malinová
- Viera Pavlíková jako Černá
- Pavel Slabý jako Šmejkal

## Lokace
Většina scén filmu se natáčela v obci Líšná. Scéna s falešnými dinosaury se natáčela v Dinoparku Praha.

## Hodnocení a kritika
Film byl kriticky špatně přijat. Často byl hodnocen jako utrpení (štěstí - utrpení). Chválen byl herecký výkon Petry Hřebíčkové.